# Кулешова, Сюзанна Марковна
Кулешова Сюзанна Марковна (род. 1 февраля 1960 года, г. Ленинград) — русский писатель.
Родилась в семье  Марка Константиновича Кулешова, офицера ВМФ, и Веры
Илларионовны Морозовой, домохозяйки, участницы ВОВ). В 1977 году поступила в ЛЭТИ. После третьего курса отправилась в геологическую экспедицию и перевелась в Горный институт, который
окончила в 1988 году по специальности палеонтология. 10 лет работала во ВНИГРИ. По семейным обстоятельствам оставила геологию, работала учителем в частной школе педагога-новатора  А. С. Валявского, педагогом в частных центрах развития детей и подростков. После 2000 года – литературный редактор рекламных изданий, копирайтер. С 2012 года член Союза писателей Санкт-Петербурга.
С. М. Кулешова – член ЛИТО В. А. Лейкина с 1972 года, участник семинара В. Г. Попова с 2009 года, участник мастерской драматургии под руководством Б. А. Голлера с 2012 года.

## Публикации
- Стихотворение «Разговор с зимой». Газета «Ленинские Искры». 23.12.1972г.
- Стихотворение «Весенний лёд, последний лёд». Газета «Ленинские Искры». 03.04.74 г.
- Стихотворение «Твоя звезда». Газета «Ленинские Искры». 28.09.1974 г.
- Стихотворение «Солнечный день». Журнал «Искорка». 10.1974 г.
- Стихотворение «Дорожные стихи». Газета «Ленинские Искры». 23.04. 1975 г.
- Отрывок из стихотворения «Сухогруз». Книга «Тысячи искр. Книга о твоей газете». ЛЕНИЗДАТ .1974 г.
- Подборка стихотворений. Сборник «Геологи-романтики». Издательство ВНИГРИ. 1999г.
- Повесть «Ловец». Журнал «Нева». 05.2007 г.
- Книга «Соло для рыбы» роман, четыре рассказа. Издательство «Борей Арт». 2010 г.
- Сборник рассказов. Из-во «Любавич». 2011 г.
- Сказка «Ромб». Сборник «Как хорошо». ДЕТГИЗ. 2011 г.
- Книга «Последний глоток Божоле на двоих». Из-во Союза писателей Петербурга при поддержке Комитета по печати и взаимодействию со СМИ СПб. 2012 г.
- Сказки «Муха», «Гаврюша». Журнал «Невский альманах». Номер 5, 2013 г.
- Рассказ «Медведь Тимуса-Блохина». Сборник «Неизвестный Петербург». 2013 г. (также составитель сборника)
- Рассказ «Скелеты в шкафу» — антология современной прозы «Москва-Петербург, как мы их не знаем». 2015 г.
- Книга «Круг, начерченный в пыли». 2015 г.
- Публикации в журналах: «Заповедник», «Аврора», «New-York Интеллигент». 2015 г.

## Награды
- 2013 — финалист конкурса «Неизвестный Петербург» - рассказ «Медведь Тимуса-Блохина»[1]
- 2015 — финалист 10 конкурса «Живое слово» — рассказ «Волки Блокады»[2]
- 2016 — лауреат V Международного конкурса имени Сергея Михалкова на лучшее художественное произведение для подростков — повесть «Литейный мост»[3]